# Vazha Margvelashvili
Vazha Margvelashvili (en georgiano: ვაჟა მარგველაშვილი; Berdzenauli, 3 de octubre de 1993) es un deportista georgiano que compite en judo.
Participó en dos Juegos Olímpicos de Verano, en los años 2016 y 2020, obteniendo una medalla de plata en Tokio 2020, en la categoría de –66 kg. En los Juegos Europeos de Minsk 2019 obtuvo una medalla de bronce en la misma categoría.
Ganó dos medallas de bronce en el Campeonato Mundial de Judo, en los años 2017 y 2024, y cuatro medallas en el Campeonato Europeo de Judo entre los años 2016 y 2024.

## Palmarés internacional
| Juegos Olímpicos   | Juegos Olímpicos    | Juegos Olímpicos  | Juegos Olímpicos |
| Año                | Lugar               | Medalla           | Categoría        |
| ------------------ | ------------------- | ----------------- | ---------------- |
| 2020               | Tokio (Japón)       | Medalla de plata  | –66 kg           |
| Campeonato Mundial |                     |                   |                  |
| Año                | Lugar               | Medalla           | Categoría        |
| 2017               | Budapest (Hungría)  | Medalla de bronce | –66 kg           |
| 2024               | Abu Dabi (EAU)      | Medalla de bronce | –66 kg           |
| Juegos Europeos    |                     |                   |                  |
| Año                | Lugar               | Medalla           | Categoría        |
| 2019               | Minsk (Bielorrusia) | Medalla de bronce | –66 kg           |
| Campeonato Europeo |                     |                   |                  |
| Año                | Lugar               | Medalla           | Categoría        |
| 2016               | Kazán (Rusia)       | Medalla de oro    | –66 kg           |
| 2019               | Minsk (Bielorrusia) | Medalla de bronce | –66 kg           |
| 2021               | Lisboa (Portugal)   | Medalla de plata  | –66 kg           |
| 2024               | Zagreb (Croacia)    | Medalla de oro    | –66 kg           |